# Någon borde sörja
Någon borde sörja, var en TV-serie i sex avsnitt som sändes i TV2 från 23 januari 1975. Manuset skrevs av Carl Mesterton och baserade sig på K. Arne Bloms roman med samma namn, samt delar ur samme författares roman "Någon är skyldig". Regissör för serien var Carl Mesterton. Det var en samproduktion mellan finländska Yle och TV2 Nöje.

## Avsnitt
1. "Okänt offer"
2. "Smitaren"
3. "Vacker, omsvärmad - och död"
4. "Visst kände ni den mördade"
5. "Någon är skyldig"
6. "Jakten"

## Rollista
- Pehr-Olof Sirén (kommissarie Skogman)
- Svante Martin (överkonstapel Häger)
- Kenneth Battilana (konstapel Nyman)
- Risto Saanila
- Algot Böstman
- Stig Törnroos
- Martin Kurtén
- Margit Lindeman
- Signe Liljefors-Jännes
- Riita Rätby
- Soveig Labarett äks Soli Labbart
- Barbro Klingered (Boel Andersson)
- Michael Kallaanvaara (Kaj Fransson)
- Gunnar S. Olsson (kriminalassistent Bolinder)
- Olle Leth (kriminalpolis)
- Anders Beling (kriminalassistent)
- Bert-Åke Varg (klubbägare)
- Siv Bergfoth (poseringstjej)
- Christine Gyhagen (poseringstjej)
- Peter Ahlm (porrfotograf)
- Julie Bernby (fru Tydén)

## Handling
Strax efter midnatt får polisen i Åbo ett anonymt telefonsamtal. Någon har blivit påkörd och dödad och gärningsmannen har smitit. Enda ledtråden är några bitar strålkastarglas med tillhörande metallring. Man finner också några anteckningar som leder till en viss miljö. Offret saknar ID-handlingar. En del märkliga omständigheter gör att polisen upphör att betrakta det hela som ett rutinärende. Efterforskningarna leder bland annat till Stockholm och porrvärlden och åter till Åbos studentmiljöer. Serien blev något omklippt efter den finska visningen.
I Bloms original utspelas handlingen i Lund.

## Pressreaktion
Serien fick en del kritik för sitt omständliga tempo och de mest negativa rösterna talade om segt och tråkigt med stelbenta repliker. Elisabet Sörensson i Svenska Dagbladet såg trubbigheten som en tillgång eftersom det befann sig på oceaners avstånd från de amerikanska glamourserierna med deckare på tjusiga nattklubbar, är tjusiga och löser problem medan de tar sig en drink. Den finske kriminalaren Skogman spelad av Pehr-Olof Sirén verkade pålitligt purken likt en finsk Michel Simon. Vidare kunde man ha invändningar mot den slappt insatta musiken som dränkte dialogen och skapade en krypande irritation. Hemming Sten jr i Expressen hade liknande synpunkter. Den var välgjord och poliserna talade finlandssvenska vilket gav det en extra touch. Här fanns inga deckarhjältar, inte ens antihjältar som Colombo och Engeln, som utför sitt rutinarbete. Musiken är väl funnen men lite påträngande. Karl-Olov Eliasson i Dagens Nyheter påpekade att det inte hände så mycket för poliserna pratade så mycket och Carl Mesterton som skrivit scenariot älskar det övertydliga och snusförnuftiga kommentarer. Dumma poliser kan nog utnyttjas som samhällskritik som hos Sjöwall Wahlöö men här blev det bara komiskt. Intrigen var dock spännande så man får nog hänga med till slutet. Bernt Eklund i Expressen såg dock inget större negativt i det långsamma tempot utan menade att det kunde bli riktigt bra även om en del var valhänt. Hans Schiller i Svenska Dagbladet ansåg att den miserabla svenska deckartraditionen inte blev bättre av att låta de de finska bröderna och systrarna komma till hjälp, snarare tvärtom. Björn Norström tog även han upp det långsamma tempot i Expressen. Den långsamhet som varit seriens metod och avsikt har blivit det i alltför hög grad. Man hade inte varit vuxen uppgiften att presentera denna vardag som den verklighet som den borde vara och det brast i regi och skådespeleri. Men visst hade serien en påtaglig charm i bland annat sin miljöskildring.